# Bajna György
Bajna György (Gyergyószentmiklós, 1947. június 12. –) erdélyi magyar író, költő, újságíró.

## Életútja
Rövidebb-hosszabb távollétek kivételével születése óta Gyergyószentmiklóson él. Érettségi után volt tisztviselő, szakképzetlen munkás, könyvtáros, helyettes tanár, nevelő, művészeti szakirányító, szerszámlakatos. Két gyermek édesapja. 1990-től 2008-ig a Hargita Népe megyei lap újságírójaként tevékenykedett, 1998-ban a nagyváradi Ady Endre Sajtókollégiumban újságírói minősítést szerzett. 2008-ban nyugdíjba vonult, majd hosszabb időn át segítette a helyi Kisújság munkaközösségét. Zsigmond Attila operatőr társaként mint riporter az MTV, majd az MTVA tudósítójaként is dolgozott. 1966-tól jelennek meg versei, esszéi, írásai honi, magyarországi, kanadai lapokban.

## Munkái
- Hófoltok, versek (Mark House Kiadó – Gyergyószentmiklós, 1992)
- Tükörcserepek a gyergyói jégkorong 50 esztendejéből (Rokaly Zsolttal közösen) F&F International Kiadó és nyomda, 1999)
- Utcáim (Gyergyószentmiklós utcáinak története)[5] (Mark House Kiadó – Gyergyószentmiklós, 2009)
- Gyergyó neves emberei, Bákai Magdolnával közösen (F&F International Kiadó és nyomda – Gyergyószentmiklós, 2008)
- Both vára története, verses, rajzos legenda-feldolgozás Madár Olga rajzaival (F&F International Kiadó és nyomda – Gyergyószentmiklós, 2014)
- Gábor deák verses, rajzos könyvecske Madár Olga rajzaival (F&F International Kiadó és nyomda, 2015)
- Színnel-lélekkel Székelyföldön, a fotóalbum szövege (F&F International Kiadó és Nyomda – Gyergyószentmiklós, 2015)
- Harmatcseppek, versek (F&F International Kiadó és Nyomda – Gyergyószentmiklós, 2020)
- Sarolt könyve. Gyermekversek (F&F International Kiadó és Nyomda – Gyergyószentmiklós, 2020)
- Ajándékba kapott élet (Memoár Műhely – Budapest, 2021)

Versekkel, írásokkal szerepelt a Hargita Kalendárium, illetve a Gyergyói Kisújság évkönyveiben, a Találkozások (I–IV.) gyűjteményes kötetekben, melyek szerkesztését is ő végezte, illetve a Gyergyószentmiklós monográfiája, az egri Cseppjeiben hősök vére forr, a 101 vers Székelyföldről, a Csíksomlyó hazavár, A föld szerelme, Magyarok az Istenszéke lábánál, Gúnyhatár, Kárpátországi téridő, Múltból jövendőt, Máramarosi színek, bányavidéki árnyalatok, Erdélyi szép szó című gyűjteményes kötetekben. 

### Zsigmond Attila rendező-operatőrrel készült alkotásaik
- Egy gyergyóalfalvi festő világa – Balázs Józsefről készült portréfilm (2007)
- Földhöz vert csoda – portréfilm Rafi Lajos cigányköltőről (2008)
- Sziklára épített iskola – ft. Berszán Lajos kanonokról készült kisfilm (2009)
- Így veszett el Erdélyország – ismeretterjesztő film (2010)
- Székelyföldi betyárok – dokumentumfilm (2014)
- A Békény szép tere – dokumentumfilm
- A Fili karnagya (2019)
- Ecsetvonások székelyesen (2023)
- Napfaragók (2024)

## Társasági tagság
1962-ben alapító tagja volt a helyi, később Salamon Ernő, ma Dr. Kercsó Attila Irodalmi Körnek. Többször vezetője is.
Tagja a Szent Miklós Kamaraegyüttesnek, az EKE-nek, illetve számos alapítványnak (pl. Etnographia Gyergyóiensis, Sövér Elek Alapítvány, Gyergyóért Alapítvány, Pro Libris Alapítvány stb.) 

## Díjai
- 1998-ban MÚRE-díj
- 2001-ben Bálint András Emlékdíj
- 2008-ban Hargita Megye Tanácsa a Magyar Újságírók Romániai Egyesülete javaslatára Életműdíj
- 2009-ben Tarisznyás Márton-díj
- 2011-ben a Gyergyói Magyar Kultúráért díj
- 2012-ben EMKE-oklevél
- 2016-ban Kájoni János-díj
- 2016-ban Gyergyószentmiklós Díszpolgára cím
- 2021-ben Magyar Arany Érdemkereszt